# Redução catalítica seletiva
A redução catalítica selectiva é um método para converter os óxidos de azoto (NOx) em azoto diatómico e água, com a ajuda de um catalisador. É uma das tecnologias que apresentam um balanço custo-beneficio mais vantajoso, podendo atingir uma eficiência de 90% no caso do NOx.